# Murtensjön

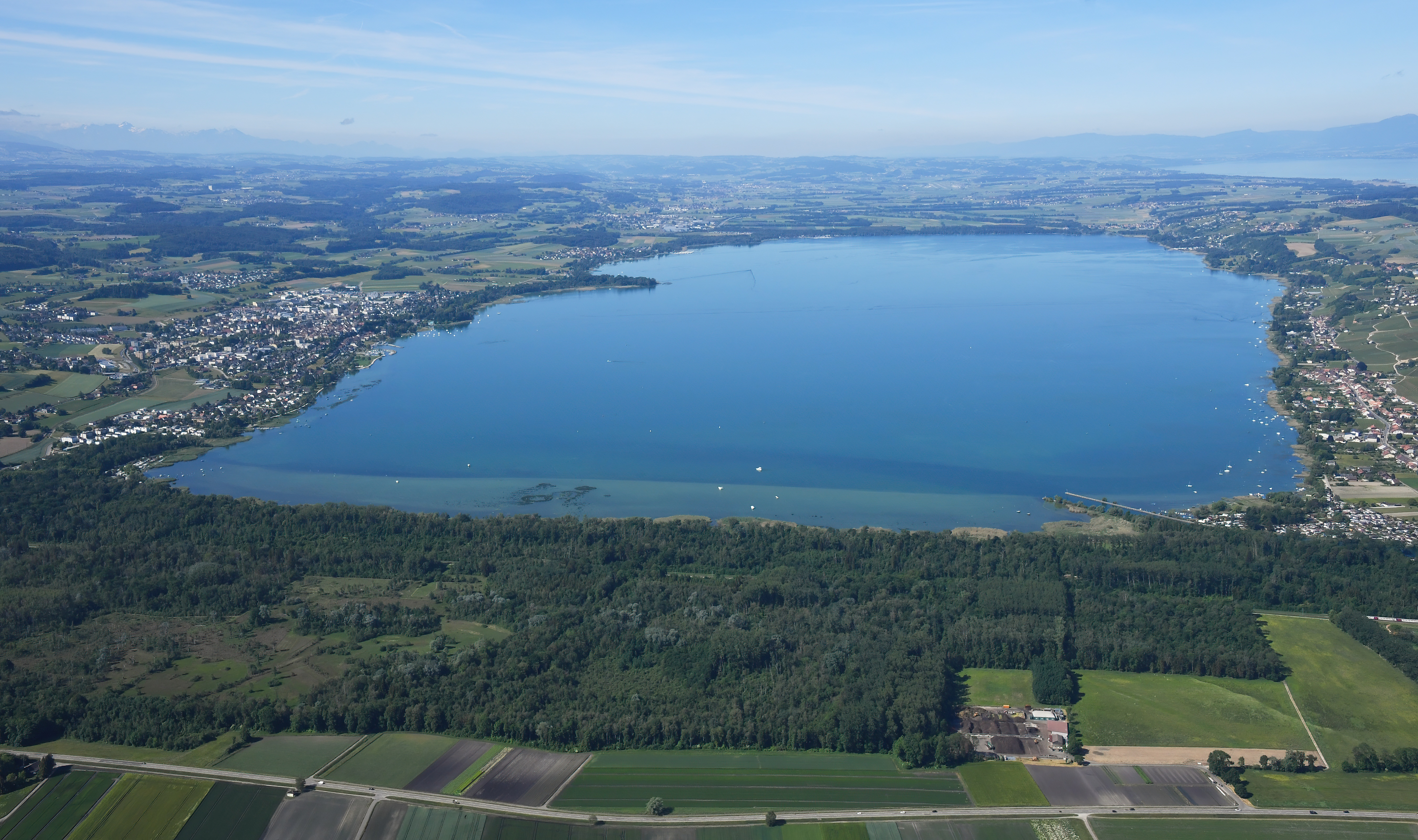
Murtensjön (Lac de Morat, Murtensee).

Murtensjön (tyska: Murtensee, franska: Lac de Morat) är en sjö i kantonerna Fribourg och Vaud i Schweiz, 4 kilometer öster om Neuchâtelsjön, 427 meter över havet.
Sjön har en yta av 23 kvadratkilometer, är 8 kilometer lång och 46 meter djup. Murtensee genomflyts av Broye som avvattnar sjön till Neuchâtelsjön. Vid östra stranden ligger staden Murten.
Den norra stranden domineras av kullen Mont Vully som höjer sig 200 m över sjön.

## Historia
Under romartiden gick en kanal från sjön till helvetiernas huvudstad Aventicum. Den omnämns år 961 som Lacus Muratensis. Från medeltiden till början av 1900-talet var fiskeriet en viktig och reglerad näring. När vattenytan runt år 1875 sänktes med 3.3 meter frilades stora jordbruksmarker.